# Бахмутская копейка
«Бахмутская копейка» — щоденна вечірня газета в Бахмуті.
Виходила друком з 16 травня 1913 по серпень 1915 року.
Редактор-видавець — Кашникова Олена Олександрівна.
«Бахмутская копейка» як пресове видання було опозиційним до влади і з'явилося після призупинення місцевою владою друку іншого видання О. О. Кашникової  — «Бахмутський листок» (1912 р.)
Зокрема, відомо ряд публікацій в газеті про Т. Г. Шевченка, які були одними з перших в регіоні Донбасу про поета і позитивно оцінювали його творчість.